# زنجرک سبز
زنجرک سبز (نام علمی: Empoasca decipiens) نام یک گونه از تیره زنجرک است. این یک گونه معمول است که در اروپا، آفریقای شمالی، و در خاور نزدیک حضور دارد. بالغ این گونه حدود ۳–۴ میلی‌متر طول دارد. ابن گونه یک آفت محصولات کشاورزی محسوب می‌شود که از لوبیا، نخود فرنگی، سیب‌زمینی، گوجه‌فرنگی، بادنجان خیار د دیگر انواع و اقسام محصولات تغذیه می‌کند و خسارت‌های نیز وارد می‌آورد.